# مجلس الوزراء العماني
مجلس الوزراء هو الهيئة المسؤولة عن صياغة سياسات الدولة وتنفيذها. وهو الهيئة والسلطة التنفيذية الرئيسة في سلطنة عُمان رئيس مجلس الوزراء حالياً هو السلطان هيثم بن طارق آل سعيد سلطان عمان منذ 11 يناير 2020. 

## رؤساء مجلس الوزراء

### رؤساء مجلس وزراء سلطنة عمان منذ 1920 - حتى الأن
|   | الاسم                         | الصورة | فترة تولي المنصب | فترة تولي المنصب |
| - | ----------------------------- | ------ | ---------------- | ---------------- |
| 1 | السيد نادر بن فيصل البوسعيدي  |        | 1920             | 1929             |
| 2 | السلطان سعيد بن تيمور آل سعيد |        | 1929             | 23 يوليو 1970    |
| 3 | السيد طارق بن تيمور آل سعيد   |        | 16 أغسطس 1970    | 1 يناير 1972     |
| 4 | السلطان قابوس بن سعيد آل سعيد |        | 1 يناير 1972     | 10 يناير 2020    |
| 5 | السلطان هيثم بن طارق آل سعيد  |        | 11 يناير 2020    | حتى الآن         |

## نواب رئيس مجلس الوزراء
| الاسم                      | المنصب                                                | فترة تولي المنصب | فترة تولي المنصب |
| -------------------------- | ----------------------------------------------------- | ---------------- | ---------------- |
| السيد فهر بن تيمور آل سعيد | نائب رئيس مجلس الوزراء لشؤون الأمن والدفاع            | 22 مايو 1979     | 16 ديسمبر 1997   |
| السيد فهد بن محمود آل سعيد | نائب رئيس مجلس الوزراء للشؤون القانونية               | 22 مايو 1979     | 5 يناير 1994     |
| قيس عبدالمنعم الزواوي      | نائب رئيس مجلس الوزراء للشؤون المالية والاقتصادية     | 18 فبراير 1982   | 17 سبتمبر 1995   |
| السيد فهد بن محمود آل سعيد | نائب رئيس مجلس الوزراء لشؤون مجلس الوزراء             | 5 يناير 1994     | حتى الآن         |
| السيد أسعد بن طارق آل سعيد | نائب رئيس مجلس الوزراء لشؤون العلاقات والتعاون الدولي | 3 مارس 2017      | حتى الآن         |
| السيد شهاب بن طارق آل سعيد | نائب رئيس مجلس الوزراء لشؤون الدفاع                   | 9 مارس 2020      | حتى الآن         |